# Alex Homberger
Alexander H. Homberger –conocido como Alex Homberger– (26 de octubre de 1912-15 de abril de 2007) fue un deportista suizo que compitió en remo. Fue hermano de los también remeros Hans Homberger y Rudolf Homberger.
Participó en los Juegos Olímpicos de Berlín 1936, obteniendo dos medallas, plata en la prueba cuatro con timonel y bronce en cuatro sin timonel. Ganó tres medallas en el Campeonato Europeo de Remo, en los años 1934 y 1935.

## Palmarés internacional
| Juegos Olímpicos   | Juegos Olímpicos  | Juegos Olímpicos  | Juegos Olímpicos   |
| Año                | Lugar             | Medalla           | Prueba             |
| ------------------ | ----------------- | ----------------- | ------------------ |
| 1936               | Berlín (Alemania) | Medalla de plata  | Cuatro con timonel |
| 1936               | Berlín (Alemania) | Medalla de bronce | Cuatro sin timonel |
| Campeonato Europeo |                   |                   |                    |
| Año                | Lugar             | Medalla           | Prueba             |
| 1934               | Lucerna (Suiza)   | Medalla de plata  | Cuatro sin timonel |
| 1935               | Berlín (Alemania) | Medalla de oro    | Cuatro sin timonel |
| 1935               | Berlín (Alemania) | Medalla de plata  | Ocho con timonel   |